# Barbara Kołodziej
Barbara Teresa Kołodziej – polska agronom, profesor nauk rolniczych, kierownik Katedry Roślin Przemysłowych i Leczniczych, dziekan Wydziału Agrobioinżynierii Uniwersytetu Przyrodniczego w Lublinie.

## Życiorys
W 1989 r. ukończyła studia agronomiczne na Akademii Rolniczej w Lublinie, a w 1996 r. obroniła pracę doktorską pt. Wpływ otoczkowania nasion oraz sposobu produkcji rozsady na wzrost i plonowanie tytoniu, przygotowaną pod kierunkiem prof. Janusza Wiśniewskiego. W 2003 r. habilitowała się na podstawie pracy zatytułowanej Studia nad wzrostem, rozwojem oraz uprawą żeń-szenia amerykańskiego (Panax quinquefolium L.). W 2010 r. uzyskała tytuł profesora nauk rolniczych. 
Została zatrudniona na stanowisku profesora i kierownika w Katedrze Roślin Przemysłowych i Leczniczych na Wydziale Agrobioinżynierii Uniwersytetu Przyrodniczego w Lublinie.
Jest kierownikiem Katedry Roślin Przemysłowych i Leczniczych oraz dziekanem Wydziału Agrobioinżynierii Uniwersytetu Przyrodniczego w Lublinie.
Była członkiem Komitetu Uprawy Roślin Polskiej Akademii Nauk.